# 尼古拉蒂圖萊斯庫鄉 (奧爾特縣)
44°18′N 24°48′E / 44.300°N 24.800°E
尼古拉蒂圖萊斯庫鄉（羅馬尼亞語：Comuna Nicolae Titulescu, Olt），是羅馬尼亞的鄉份，位於該國南部，由奧爾特縣負責管轄，面積31平方公里，海拔高度137米，2007年人口1,282，人口密度每平方公里42人。